# ممر سيليجري

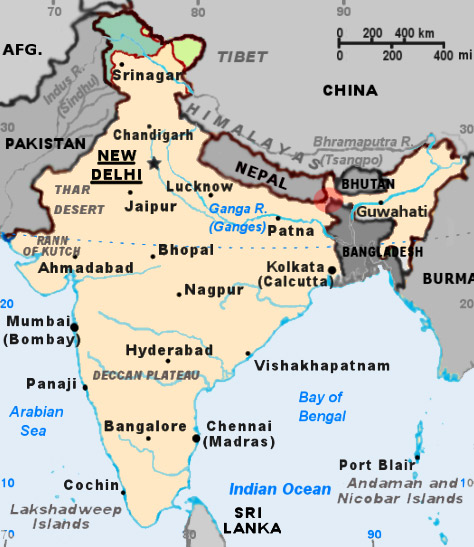
ممر سيليجري في الدائرة الحمراء.

ممر سيليجري هو امتداد ضيق في الأرض وجزءٌ من الأراضي الهندية الذي يفصل بين دولة بنغلاديش وبين النيبال، وتقع مملكة بوتان على واجهة الممر في الشمال، تعتبر مدينة سيليجري التي تقع في وسط الممر والتي سُمي الممر بإسمها، هي الاستيطانية الكبرى في هذا المجال، والعقدة المركزية التي تربط بوتان والنيبال وسيكيم وتلال دارجيلنغ في شمال شرق الهند وبقية الهند. تم تأسيس هذا الممر في عام 1947 بعد تقسيم البنغال بين الهند وباكستان، ويُعتبر الممر منطقة حساسة رغم أهميته في وسائل النقل بين الدول الثلاث، حيث أصبح ملاذاً غير شرعي من قبل المتمردين في بنجلادش والمتمردين الماويين النيباليين، بحثا عن ملجأ من بلدهم. وكذلك تتم بشكلٍ متكاثر في هذه المنطقة في تجارة المخدرات وتهريب الأسلحة بشكلٍ غير قانوني.